# Jay Kristoff
Œuvres principales
- Série La Guerre du lotus
- Série Illuminae
- Série Nevernight

Jay Kristoff, né le 11 novembre 1973 à Perth en Australie-Occidentale, est un écrivain australien de science-fiction et de fantasy.

## Biographie
Titulaire d'une licence d'art, Jay Kristoff a passé onze ans à travailler dans le secteur de la publicité créative à la télévision. Il vit actuellement à Melbourne avec sa femme.
Aujourd'hui Jay Kristoff est un auteur a succès figurant dans la liste des best-sellers du New york times et de USA Today pour les sagas Illuminae (écrite en collaboration avec Amie Kaufman) et Nevernight. Il est lauréat de nombreux Prix Aurealis, un ABIA, et est publié dans plus de trente-cinq pays. Véritable phénomène, le succès des chroniques de Nevernight a créé une incroyable communauté de fans à travers le monde.

## Œuvres

### UniversLa Guerre du lotus

#### SérieLa Guerre du lotus
1. Stormdancer, Bragelonne, 2014 ((en) Stormdancer, 2012), trad. Emmanuelle Casse-Castric  (ISBN 978-2-35294-790-5)
2. Kinslayer, Bragelonne, 2015 ((en) Kinslayer, 2013), trad. Emmanuelle Casse-Castric  (ISBN 978-2-35294-832-2)
3. Endsinger, Bragelonne, 2015 ((en) Endsinger, 2014), trad. Emmanuelle Casse-Castric  (ISBN 978-2-35294-880-3)

- La Guerre du lotus - L'Intégrale, Bragelonne, 2017, trad. Emmanuelle Casse-Castric  (ISBN 979-10-93835-23-5)

#### Préquelles
- (en) The Last Stormdancer, 2013
- (en) Praying in the Rain, 2013, nouvelle

### SérieIlluminae
Cette série est coécrite avec Amie Kaufman (en).
1. Dossier Alexander, Casterman, 2016 ((en) Illuminae, 2015), trad. Corinne Daniellot  (ISBN 978-2-203-10653-6)Prix Aurealis du meilleur roman de science-fiction 2015
2. Dossier Gemina, Casterman, 2017 ((en) Gemina, 2016), trad. Corinne Daniellot  (ISBN 978-2-203-11596-5)Prix Aurealis du meilleur roman de science-fiction 2016
3. Dossier Obsidio, Casterman, 2018 ((en) Obsidio, 2018), trad. Corinne Daniellot  (ISBN 978-2-203-11597-2)

### SérieNevernight
1. N'oublie jamais, De Saxus, 2020 ((en) Nevernight, 2016), trad. Sébastien Guillot  (ISBN 978-2-37876-078-6)Prix Aurealis du meilleur roman de fantasy 2016
2. Les Grands Jeux, De Saxus, 2021 ((en) Godsgrave, 2017), trad. Sébastien Guillot  (ISBN 978-2-37876-104-2)Prix Aurealis du meilleur roman de fantasy 2017
3. L'Aube obscure, De Saxus, 2022 ((en) Darkdawn, 2019), trad. Sébastien Guillot  (ISBN 978-2-37876-161-5)

### SérieLifelike
1. R3plicants, De Saxus, 2022 ((en) Lifel1k3, 2018), trad. Benoît DomisPrix Aurealis du meilleur roman de science-fiction 2018 - Disponible en français dans le coffet collector Humanité 3.0 (ISBN 978-2-37876-588-0)
2. D3viants, De Saxus, 2022 ((en) Dev1at3, 2019), trad. Benoît DomisDisponible en français dans le coffet collector Humanité 3.0 (ISBN 978-2-37876-588-0)
3. R3boot, De Saxus, 2022 ((en) Truel1f3, 2020), trad. Benoît DomisDisponible en français dans le coffet collector Humanité 3.0 (ISBN 978-2-37876-588-0)

### SérieAurora Squad
Cette série est coécrite avec Amie Kaufman (en).
1. Aurora Squad : Épisode 01, Casterman, 2020 ((en) Aurora Rising, 2019), trad. Emmanuel Gros  (ISBN 978-2-203-19681-0)Prix Aurealis du meilleur roman de science-fiction 2019 et prix Aurealis du meilleur roman pour jeunes adultes 2019
2. Aurora Squad : Épisode 02, Casterman, 2021 ((en) Aurora Burning, 2020), trad. Emmanuel Gros  (ISBN 978-2-203-19682-7)
3. Aurora Squad : Épisode 03, Casterman, 2022 ((en) Aurora's End, 2021), trad. Emmanuel Gros, 544 p.  (ISBN 978-2-203-14867-3)

### SérieL'Empire du vampire
1. L'Empire du vampire, De Saxus, 2022 ((en) Empire of the Vampire, 2021), trad. Benoît Domis  (ISBN 978-2-37876-223-0)
2. L'Empire des damnés, De Saxus, 2024 ((en) Empire of The Damned, 2024), trad. Benoît Domis  (ISBN 978-2-37876-424-1)